# Alexandra Anatra
Alexandra Anatra (* 8. Oktober 1913 in St. Petersburg; † 1973) war eine deutsche Filmeditorin.
Alexandra Anatra war ab Mitte der 1930er Jahre bis 1972 als Filmeditorin tätig. In dieser Zeit war sie bei über 30 Produktionen für den Filmschnitt verantwortlich. Alexandra Anatra war nach dem Krieg mit dem Schauspieler und Regisseur Hermann Pfeiffer verheiratet.

## Filmografie
- 1936: Spiel an Bord
- 1936: Romanze
- 1937: Gordian, der Tyrann
- 1938: Rote Orchideen
- 1938: Die Nacht der Entscheidung
- 1939: Alarm auf Station III
- 1940: Mädchen im Vorzimmer
- 1940: Beates Flitterwoche
- 1940: Falschmünzer
- 1941: Friedemann Bach
- 1941: Die Kellnerin Anna
- 1949: Gesucht wird Majora
- 1950: Skandal in der Botschaft
- 1954: Dein Mund verspricht mir Liebe
- 1955: Gestatten, mein Name ist Cox
- 1955: Die Barrings
- 1956: Zu Befehl, Frau Feldwebel!
- 1956: Zwischen Zeit und Ewigkeit
- 1957: Junger Mann, der alles kann
- 1957: Das Herz von St. Pauli
- 1958: Das Mädchen mit den Katzenaugen
- 1961: Inspektor Hornleigh greift ein... (Fernsehserie)
- 1962: Das Halstuch (sechsteiliger Fernsehfilm)
- 1963: Der Mann aus England (TV)
- 1964: Der Dichter und seine Stadt: James Joyce und Dublin (TV)
- 1966: Die Liebenden von Florenz (TV)
- 1967: Der dritte Handschuh (TV)
- 1968: Immer nur Mordgeschichten (TV)
- 1969: Die Dubrow-Krise (TV)
- 1969: Der Vetter Basilio (TV)
- 1971: Tatort: Kressin stoppt den Nordexpress
- 1971: Tatort: Kressin und der tote Mann im Fleet
- 1972: Tatort: Kressin und die Frau des Malers